# Ханак
Ханак (таб. Ханак) — село в Табасаранском районе Дагестан. Селение сельского поселения «Сельсовет „Гуминский“».

## Географическое положение
Расположено в 12 км к юго-западу от районного центра села Хучни.

## Население
| 1895 | 1926 | 1939 | 1970 | 1989 | 2002 | 2010 |
| ---- | ---- | ---- | ---- | ---- | ---- | ---- |
| 141  | ↘125 | ↗144 | ↘128 | ↗188 | ↗312 | ↘280 |
| 2021 |      |      |      |      |      |      |
| ↗340 |      |      |      |      |      |      |